# Martín Machón
Martín Machón   (Ciutat de Guatemala, 4 de febrer de 1973) és un exfutbolista guatemalenc de la dècada de 1990.
Fou 60 cops internacional amb la selecció de Guatemala.
Pel que fa a clubs, destacà a CSD Comunicaciones, Los Angeles Galaxy i Miami Fusion. També jugà breument al CD Badajoz.